# Zipper und sein Vater
Zipper und sein Vater ist ein Roman von Joseph Roth, der, Benno Reifenberg gewidmet, 1928 bei Kurt Wolff in München erschien.
In seinem Bericht teilt der Ich-Erzähler Episoden aus dem Leben der beiden Zippers mit. Zwar machte der alte Zipper im Leben alles falsch, doch hat er die Tage des Erzählers ausgefüllt, viel mehr noch – ist dem Vaterlosen manchmal Vater gewesen. Der Erzähler und sein Schulfreund Arnold Zipper sind als Heimkehrer aus dem Krieg gleichgültig geworden.

## Zeit und Ort
Der Roman spielt im ersten Viertel des 20. Jahrhunderts in Wien und auch in Berlin sowie in Monte Carlo.

## Handlung
Die Zippers, kleine Bürger, bewohnen in Wien enge Zimmer mit dünnen Wänden. Der alte Zipper, Tischlerssohn, ein Musikfreund, verachtet den Kaiser, glaubt nur an die Vernunft, an das Schicksal, will die Söhne Arnold und Cäsar zu Genies erziehen und möchte Menschen aus ihnen machen. Das schlägt bei Cäsar vollständig fehl. Lediglich aus Arnold, der auch kein Genie ist, aber zart, gutherzig und schüchtern, wird, mit hohem Ausbildungsaufwand, ein leidlicher Sologeiger, der aber später nur im Musikcafé einsetzbar ist. Zuvor studiert Arnold Jura und der Ich-Erzähler Philosophie. Der alte Zipper selbst betreibt, allerdings ziemlich erfolglos, ein Papiergeschäft in Kommission. Zipper kümmert sich um alles Mögliche, nur nicht um das Wesentliche in seinem Beruf. Schließlich muss er ein Zimmer seiner Wohnung vermieten, um einigermaßen zu überleben.
Als der Thronfolger in Sarajevo erschossen wird, schickt Zipper die beiden Söhne begeistert in den Krieg. Zum ersten Mal erlebt der Ich-Erzähler, der in der Sofaecke der Zippers als Jugendfreund Arnolds omnipräsent ist, wie die vom alten Zipper unterjochte Frau Fanny Zipper gegen das Säbelrasseln aufbegehrt: Man kann sich immer in Güte einigen. Nach zwei Monaten Fronteinsatz verliert Cäsar Zipper das linke Bein, kommt heim, landet in der Tobsuchtszelle des Irrenhauses und stirbt im Delirium. Der alte Zipper bekommt graue Haare und hat nur noch eine Frage: Wann wird dieser Krieg zu Ende sein?. Seinen Sohn Arnold will der Alte noch einmal sehen. Arnolds Antwort aus dem Felde: Wir warten auf den Tod.
Der Krieg hört auf. Die Doppelmonarchie zerfällt. Arnold kehrt heim und sucht Arbeit. Der alte Zipper verschafft dem Sohn einen Arbeitsplatz im Finanzministerium. Arnold taugt nicht zum Schreibtischarbeiter und kündigt. Vom Vater hat er die Liebe zum Theater. Arnold heiratet seine Jugendfreundin, die aufstrebende Schauspielerin Fräulein Erna Wilder. Die Ehe ist unglücklich. Erna, eher Mittelmaß, erhält an dieser und jener Provinzbühne ein Engagement. Arnold folgt seiner Gattin auf dem Fuße. In Berlin steigt Erna zum Filmstar auf und lebt, getrennt von Arnold, in einer Luxusvilla bei Potsdam mit Damen zusammen. Arnold darf die schönere Ehehälfte wöchentlich nur einmal aufsuchen. Er hat eine Stelle als Filmredakteur an einer Mittagszeitung und arbeitet dort unablässig mit seinen bescheidenen Mitteln an der Karriere seiner Frau, die er vergöttert, auf die er nichts kommen lässt. Erna geht fremd, stürzt bei einem Ausritt und verarmt. Arnold erspielt in Monte Carlo kleinere Gewinne. Das Paar lebt davon. Hinkend rappelt sich Erna auf und bekommt eine Rolle in Hollywood. Arnold, mittlerweile ein echter Musikant geworden, endet als Musikclown in einem Varieté. Sein Gesicht hat eine hündische Trauer. Arnold spielt den Trottel. Während der Auftritte mit einem klugen Narren hat Arnolds Gesicht wohl an die zwanzigtausend Ohrfeigen bekommen.
Der Ich-Erzähler Joseph Roth kehrt in sein Wien zurück, will den alten Zipper aufsuchen und kommt gerade rechtzeitig zum Begräbnis. Frau Zipper, am Grabe, weint nicht. Alle ihre Tränen hat sie längst vergossen, denkt der Erzähler. Arnold fehlt bei der Beerdigung des Vaters. Der Roman beschließt ein Brief des Erzählers an Arnold Zipper, in dem er über die eigene – verlorene – Generation räsoniert.

## Wörter und Wendungen
- … eine strenge Frau mit einem Angesicht wie eine Baumwurzel, knollig, schwarz[1]
- diese Welt, über die der Tod stündlich ausgeschüttet wird wie Schnee im Winter[2]

## Form
Der Roman besticht eingangs und über weite Textstrecken hinweg durch seine besondere Einfachheit und Reinheit. Der Romanschluss allerdings offenbart Formschwäche: Das intelligente Psychologisieren ermüdet. Das Hereinholen des Deus ex Machina Eduard P. sowie der alles erklärende Botenbericht dieses Klugredners wirken erzwungen und befremdend.
Der Roman ist dennoch ein bewahrenswertes zeitgeschichtliches Dokument. Die anfängliche Begeisterung der Kleinbürger für den Ersten Weltkrieg wird vorstellbar heraufbeschworen und kann als Kabinettstück österreichischen Galgenhumors, den Untergang der k. u. k. Monarchie betreffend, gelten. Die aufwändige und genaue Beschreibung der beiden Zippers, zweier schwacher Menschen, ist durchdrungen von alles verzeihender, bewundernswürdiger, im Innersten anrührender Menschenliebe.

## Rezeption
- Nürnberger[5] zitiert einen zeitgenössischen Kritiker: Joseph Roth gelang die Gestaltung vergangener Menschen. Die Gestaltung des Übergangs- und Nachkriegsmenschen. Die bürgerliche Welt vor und im Kriege.
- Das Erinnern als Kampf gegen das Vergessen bestimmt Steierwalds[6] Betrachtung über den Roman.
- Sternburg[7] kritisiert Handlungsarmut und mangelnde Klarheit.
- Kiesel[8] bespricht die Darstellung des Generationenkonflikts gegen Romanende: Die Söhne, von den Vätern in den Krieg geschickt, kehren nach Kriegsende „halbtot“ zu den Vätern heim. Letztere dominieren noch wie eh und je.